# 亨利多利动物园和水族馆
奥马哈的亨利多利动物园和水族馆（英语：Omaha's Henry Doorly Zoo and Aquarium）是个位于美国内布拉斯加州奥马哈的动物园。这个动物园经动物园水族馆联合会鉴定完全合格也是世界動物園暨水族館協會的成员。亨利多利动物园和水族馆的任务是野生动物保护，研究，休闲活动与教育。

## 历史
2014年8月，猫途鹰宣布亨利多利动物园是“世界上最好的动物园” 领先圣迭戈动物园（San Diego Zoo）和鹦鹉园（Loro Parque）基于全球275个主要动物园的数百万条评论的算法同化。